# Voltuš
Voltuš (německy Woltusch) je vesnice, část města Rožmitál pod Třemšínem v okrese Příbram ve Středočeském kraji. Nachází se asi 2,5 kilometru jihozápadně od Rožmitálu pod Třemšínem. Prochází zde silnice II/191. Voltuš je také název katastrálního území o rozloze 9,31 km².

## Historie
První písemná zmínka o vesnici pochází z roku 1565. Voltuš náležela k třemšínskému panství a po jeho zániku k rožmitálskému.
Na okraji Voltuše u cesty do Hutí byla až do konce 19. století v provozu flusárna, kde se louhováním popela z dřevěného uhlí vyrábělo žíravé draslo (lidově z němčiny zvané flus), potřebné pro výrobu skla nebo také mýdla. Sklářských hutí byla v 17. a 18. století na Rožmitálsku celá řada.
V roce 1932 byly v obci Voltuš (306 obyvatel) evidovány tyto živnosti a obchody: 2 hostince, 2 kováři, výroba dřevěných skládacích metrů, pila, obchod se smíšeným zbožím, Spořitelní a záložní spolek pro Voltuš, truhlář.
Za druhé světové války zde vznikla ilegální odbojová skupina vedená Jaroslavem Pomplem, majitelem zdejší pily, a jeho řidičem Aloisem Hovorkou, představitelem tehdy ilegální KSČ. Na rozhraní let 1941 a 1942 se skupina sloučila s odbojovou skupinou v Rožmitále pod Třemšínem, kterou vedl František Lízl. Protifašistická odbojová skupina později dostala název „Rudá stráž“. Jaroslavův otec Karel Pompl byl ve Voltuši považován za opravdového vlastence. Jeho zásluhou byl v obci založen Sokol a pobočka spořitelny. Dále podporoval ochotnické divadlo, rozšířil místní knihovnu a podílel se na úpravě obce. Alois Hovorka byl za komunismu na úkor ostatních odbojářů včetně Pompla, glorifikován jakožto dělník a představitel KSČ, který se komunistickému režimu hodil do historie víc než majitel pily. Mnoho omylů se dopustil i historik Václav Jiřík, který Jaroslava Pompla označil jako člověka, který na oko přistoupil na spolupráci s gestapem.

## Přírodní poměry
Jihozápadně od vesnice se nachází přírodní památka Třemešný vrch.

## Obyvatelstvo
| Rok            | 1869 | 1880 | 1890 | 1900 | 1910 | 1921 | 1930 | 1950 | 1961 | 1970 | 1980 | 1991 | 2001 | 2011 | 2021 |
| -------------- | ---- | ---- | ---- | ---- | ---- | ---- | ---- | ---- | ---- | ---- | ---- | ---- | ---- | ---- | ---- |
| Počet obyvatel | 425  | 399  | 353  | 344  | 362  | 372  | 306  | 274  | 263  | 219  | 229  | 270  | 242  | 229  | 227  |
| Počet domů     | 54   | 55   | 56   | 57   | 61   | 61   | 63   | 76   | 73   | 68   | 63   | 87   | 85   | 94   | 99   |

## Obecní správa
Při sčítání lidu v letech 1850–1979 Voltuš byl samostatnou obcí, se kterým patřil nejprve do okresu Blatná, ale od roku 1960 v okrese Příbram. Od 1. ledna 1980 je částí města Rožmitál pod Třemšínem v okrese Příbram. V letech 1850–1899 k obci patřily Přední Hutě a Zadní Hutě.

## Pamětihodnosti
- Kaple svaté Anny – byla postavena roku 1927 na místě hasičského skladiště k památce padlých, jejichž jména (9) byla umístěna nad vchodem. Kaple má štíhlou věž s hodinami.[4]
- Mohyla Jakuba Jana Ryby – Poblíž Voltuše se nachází kamenná mohyla v místě, kde 8. dubna 1815 spáchal sebevraždu Jakub Jan Ryba, místní učitel a hudební skladatel, který je autorem České mše vánoční.[4] Kamenný křížek s nápisem Modlete se za mně! pochází z roku 1854. Kamenný pomník zde stojí od 30. let 20. století.
- Kočičí hrádek – Nad Voltuší se nachází tzv. Kočičí hrádek, skalnatý vršek (741 metrů) s vyhlídkou. Že zde nějaký hrad býval je mylné.[4]
- Třemšín – vrch a pozůstatek hradu

## Osobnosti
- Jaroslav Pompl (1905–1965), vedoucí osobnost protifašistického odbojového hnutí na Rožmitálsku